# Gangmaker
Gangmaker (l. mn. gangmakers) – charakterystyczne dla kuchni holenderskiej okrągłe miękkie większe ciastko z nadzieniem z dżemu owocowego na twardym kruchym spodzie. Często o górnej powierzchni pokrytej gorzką czekoladą, na której po stwardnieniu zostają naniesione paseczki z białej czekolady. Połączenie dwóch różnych rodzajów ciasta z nadzieniem z dżemu odpowiada za wrażenia smakowe.
Do zrobienia ciastek używa się foremek dla muffinek, które najpierw wykłada się surowym kruchym ciastem, robiąc lekko podniesiony brzeg. 
Na środku tak uformowanego spodu umieszcza się porcję dżemu owocowego (np. truskawkowego, malinowego czy morelowego).
Następnie dookoła i na wierzch nakłada się surowe ciasto o półpłynnej konsystencji, które po upieczeniu jest miękkie i lekkie.
Po wyjęciu z piekarnika i schłodzeniu wierzch ciastka można zamoczyć w płynnej czekoladzie. 
Gotowe ciastka przechowuje się bez dostępu powietrza w temperaturze pokojowej, a nie w lodówce.
Ze względu na wielkość gangmakers sprzedawane są w cukierniach na sztuki, a nie na wagę.